# Johnny Lee Middleton

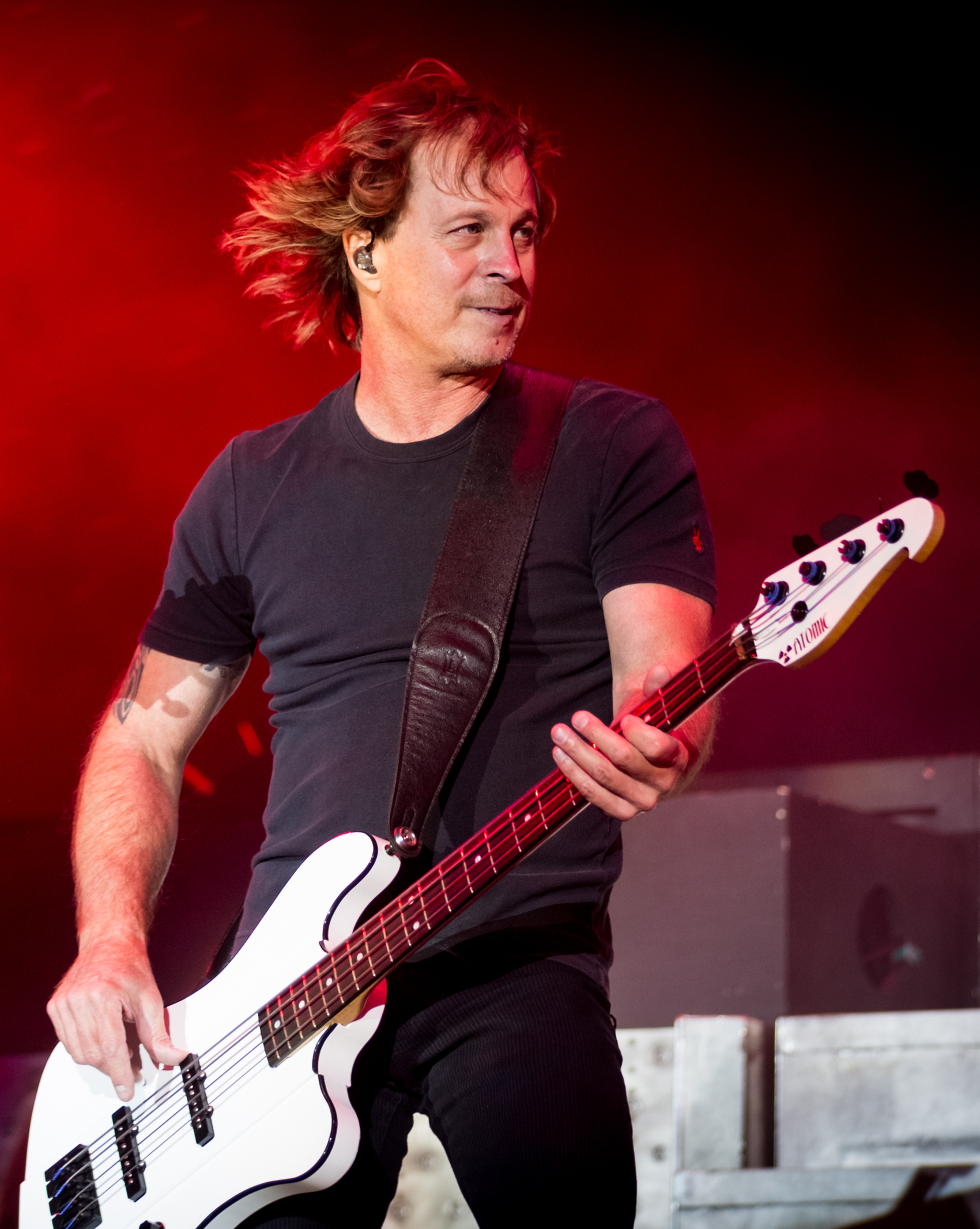
Middleton mit Savatage auf dem Wacken Open Air 2015

John „Johnny“ Lee Middleton III (* 7. Mai 1963 in Saint Petersburg, Florida) ist ein US-amerikanischer Metal-Bassist.

## Anfänge (bis ca. 1985)
Als Kind lernte Johnny Lee Middleton zuerst Trompete. Als er in der sechsten Klasse in die Schulband kam, gab ihm der Leiter nach den Proben noch kostenlos Unterricht. Er lernte in dieser Zeit Saxophon, Klarinette und Oboe. In der Highschool spielte er in Jazz-Bands und kaufte sich für 35 Dollar einen E-Bass bei einem Garagen-Flohmarkt. Er spielte außerdem noch Gitarre. An einer anderen Schule gründete er mit einem befreundeten Gitarristen das Trio Mariah. Nachdem diese Band sich aufgelöst und Middleton sich ohne Erfolg in anderen Bar-Bands versucht hatte, kam er zur Band Lefty. Diese Band war bereits etabliert und spielte jeden Abend Konzerte. Sie spielten Cover-Songs und eigene Songs und waren stilistisch eine Glam-Metal-Band.

## Savatage
Schon während der Aufnahmen zu Power of the Night, das 1985 erschien, wollte die Band Savatage ihren Bassisten Keith Collins durch Johnny Lee Middleton ersetzen. Da dieser zu dieser Zeit jedoch bereits ein Einkommen von zirka 250 Dollar hatte, während die Savatage-Mitglieder noch nebenher arbeiteten, sagte er ab. Etwas später sagte er jedoch bei einem erneuten Angebot der Band zu. Er ist erstmals zu hören auf dem 1986 erschienenen Album Fight for the Rock. Er reiste extra nach London, um es mit der Band zu schreiben und aufzunehmen. Das Album war sowohl für die Band als auch für die Fans eine schwierige Situation. Das Plattenlabel Atlantic Records wollte die Band für die breite Öffentlichkeit attraktiv machen. Der Versuch misslang jedoch auf ganzer Linie. 1987 wurde mit Produzent Paul O’Neill das Album Hall of the Mountain King veröffentlicht. Es gilt heute als einer der Klassiker der Band und der progressive Klang des Albums war für die weitere Entwicklung der Band stilprägend. Wie beim Vorgänger-Album war Middleton erneut als Songwriter involviert. 1989 erschien das von Jon Oliva, Criss Oliva und Paul O’Neill komponierte Album Gutter Ballet. 1991 erschien das Album Streets – A Rock Opera, das eigentlich zuerst als Broadway-Musical geplant war. Nach diesem Album kam es bereits zu ersten Veränderungen. Sänger Jon Oliva wechselte ans Keyboard und Zachary Stevens wurde als neuer Sänger verpflichtet. 1993 erschien in dieser Besetzung das Album Edge of Thorns. Im selben Jahr verstarb Gitarrist Criss Oliva bei einem fremdverschuldeten Autounfall. Als Ersatz wurde Alex Skolnick verpflichtet. 1994 erschien das Album Handful of Rain. Es ist noch nicht vollständig geklärt, wer der angegebenen Bandmitglieder bei diesem Album überhaupt mitspielen. Gerüchten zufolge ist das meiste des Albums von Jon Oliva selbst eingespielt worden. Auf dem 1995 erschienenen Album Dead Winter Dead wurde Skolnick von Al Pitrelli und Chris Caffery ersetzt. Middleton ist auf dem Studioalbum The Wake of Magellan, das 1997 erschien, erstmals seit Gutter Ballet wieder als Songwriter in Erscheinung getreten. Nach dem Album Poets and Madmen, das 2001 erschien, wurde es still um Savatage. Nachdem das letzte Konzert der Band 2003 zum 10-jährigen Todestag von Criss Oliva war, wurde von Jon Oliva zum 25-jährigen Bandjubiläum 2007 eine Abschiedstour angekündigt. Diese fand jedoch nie statt, und Savatage lösten sich auf. 2014 gab die Band ihre Wiedervereinigung auf dem Wacken Open Air 2015 bekannt. Jon Oliva schloss jedoch weitere Bandaktivitäten nicht aus.

## Trans-Siberian Orchestra

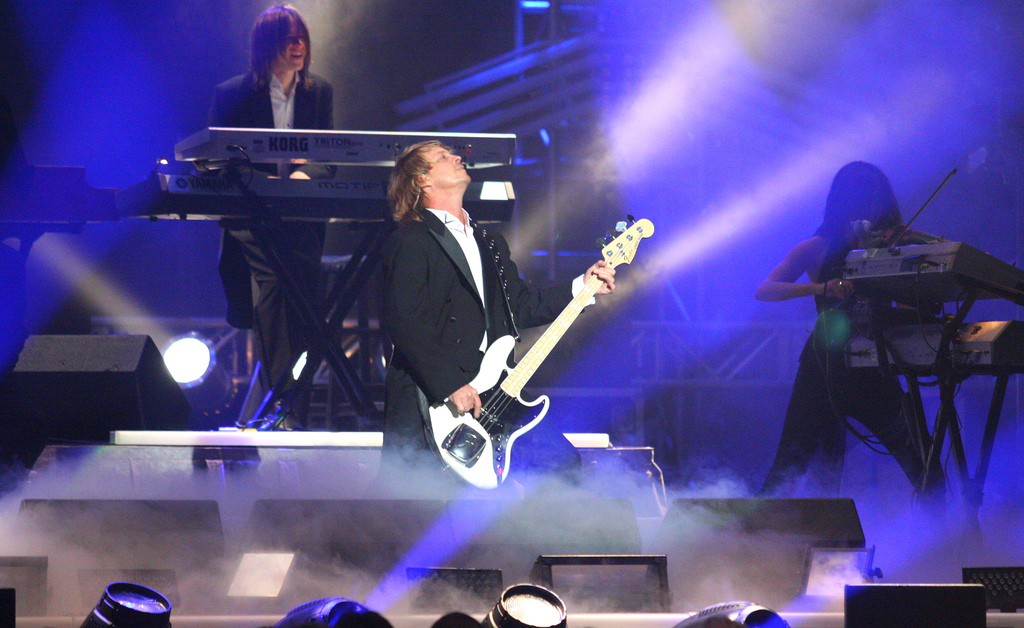
Middleton 2007 mit dem Trans-Siberian Orchestra

Seit 1996 ist Johnny Lee Middleton, oftmals auch in Begleitung seiner ehemaligen Bandmitglieder Chris Caffery, Al Pitrelli, Jon Oliva und Jeff Plate unter dem Namen Trans-Siberian Orchestra unterwegs. Die Idee fußte auf dem Erfolg des Albums Dead Winter Dead, insbesondere des Instrumentalstücks  „Christmas Eve (Sarajevo 12-24)“. Die Band hat seitdem mehrere Alben veröffentlicht und gilt als legitimer Nachfolger von Savatage.

## Einflüsse
Als persönliche Einflüsse zu seiner Highschool-Zeit benennt Middleton REO Speedwagon, Cheap Trick und Black Sabbath. Bei seinem ersten Konzert bei Blue Öyster Cult beschloss er, professioneller Rockmusiker zu werden.

## Diskografie
Savatage
- 1986: Fight for the Rock (Studio-Album)
- 1987: Hall of the Mountain King (Studio-Album)
- 1989: Gutter Ballet (Studio-Album)
- 1991: Streets – A Rock Opera (Studio-Album)
- 1993: Edge of Thorns (Studio-Album)
- 1994: Handful of Rain (Studio-Album)
- 1994: Japan Live 94 (Live-Album)
- 1995: Dead Winter Dead (Studio-Album)
- 1995: Ghost in the Ruins - a Tribute to Criss Oliva (Live-Kompilation)
- 1997: The Wake of Magellan (Studio-Album)
- 2001: Poets and Madmen (Studio-Album)

Trans-Siberian Orchestra
- 1996: Christmas Eve and Other Stories
- 1998: The Christmas Attic
- 2000: Beethoven's Last Night (kein Weihnachtsalbum)
- 2001: The Ghost of Christmas Eve (DVD)
- 2004: The Lost Christmas Eve (definitives Ende der Weihnachtsveröffentlichungen)
- 2007: The Trans-Siberian Orchestra (EP mit 6 Titeln, Limited Edition)
- 2009: Night Castle (Doppel-CD, kein Weihnachtsthema)
- 2012: Dreams of Fireflies (EP mit 5 Titeln)
- 2013: Tales of Winter (Best-Of)